# Gedächtnispalast
Ein Gedächtnispalast (auch Gedankenpalast oder Memory Palace) ist eine Mnemotechnik. Mit ihr kann deklaratives Wissen erlernt werden.
Der Gedächtnispalast macht sich die Tradition des Erzählens von menschlichen Kulturen für Lernvorgänge zu Nutze. Er basiert somit auf dem Storytelling. Anwender sollten mit der Loci-/Routenmethode vertraut sein. Ein Gedächtnispalast baut darauf auf und zieht weitere Methoden hinzu.

## Ursprung
Ihren Ursprung nimmt die Gedächtnispalast-Technik in einer strukturellen Entwicklung aus der Loci-Routen-Methode der antiken römischen und griechischen Rhetorik-Schulen (in der anonym verfassten Rhetorica ad Herennium, Ciceros De oratore, und Quintilians Institutio oratoria) heraus. Ziel ist es, Schlüsselbegriffe einer Rede mit bestimmten Orten zu verbinden (Loci-Methode) und diese Orte in einer einzigen – während der Rede entsprechend der Argumentationsstruktur mental abzugehenden – Route zu merken (Routen-Methode). 

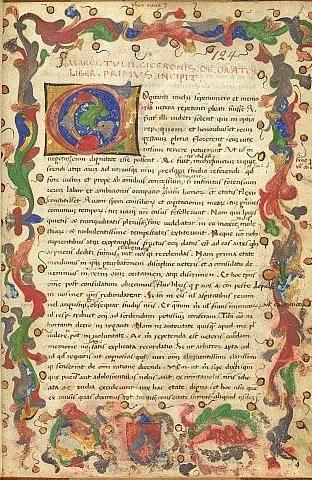
Marcus Tullius Cicero: De oratore liber.

Eine erste inhaltliche Auseinandersetzung mit der Gedächtnispalast-Technik findet sich in den Berichten des Jesuiten-Paters Matteo Ricci aus dem Jahr 1596. Er lehrte Chinesen für die Beamtenprüfung im damaligen Kaiserreich, wie man einen Gedächtnispalast baut. Nach eigener Darstellung hatte er zuvor fünfzigtausend chinesische Schriftzeichen in Vorbereitung auf seine missionarische Arbeit im Land gelernt.

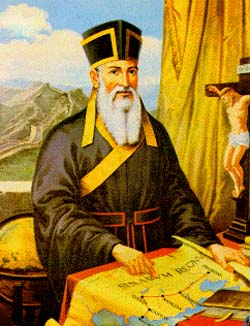
Matteo Ricci (1552–1610)

Erste wissenschaftliche Beschreibungen erfolgten in The Art of Memory von Yates (1966) und von Luria in Ein kleines Porträt eines großen Gedächtnisses (1968). In deutscher Sprache erschien zuletzt das populärwissenschaftliche Werk Der Gedächtnis-Palast. Mehr Verstehen, mehr Behalten, mehr Erinnern von Rütten (2011).

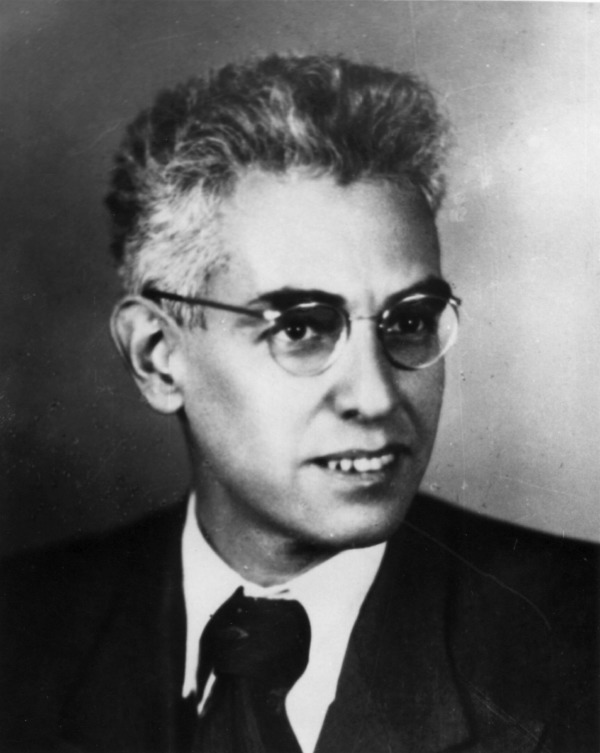
Alexander Romanowitsch Lurija (1902–1977)

## Verbreitung
Die Verbreitung einzelner Methoden, die in der Gedächtnispalast-Technik miteinander kombiniert sind, ist unter Lernern hoch. Beispielsweise wird von jedem Top-Gedächtnisnutzer die eine oder andere Variation der Loci-Routen-Methode verwendet. Solche Methoden werden jedoch eher autodidaktisch mit Hilfe von Sachliteratur oder den weiterbildenden Besuch von Seminaren erworben und sind selten Bestandteil der Primär- und Sekundärbildung. In der Sachliteratur wird die Gedächtnispalast-Technik oft nur knapp ausgeführt. Dies lässt sich einerseits auf die höhere Komplexität – infolge der Kombination von vielen Methoden zu einer Technik – zurückführen. Andererseits ist die Knappheit durch die geringe Alltagstauglichkeit der Technik bedingt. Anzumerken ist:
„… dass solche Bücher oft von Autoren geschrieben werden, die an Gedächtnismeisterschaften teilnehmen. […] Worin wir sicherlich übereinstimmen, ist, dass sportliche Turniere immer eine künstliche Situation darstellen. Der schnellste Läufer im Stadion muss nicht der Schnellste sein, wenn es um die Flucht aus einem brennenden Haus geht. Bei Gedächtnismeisterschaften geht es um das Merken von abstrakten Informationen in einer festgelegten Reihenfolge. Im [Alltag] muss man selten abstrakte Informationen lernen.“
Die Gedächtnispalast-Technik selbst ist wegen ebendieser Komplexität und des hohen Aufwandes bei der mentalen Visualisierung nicht weit verbreitet.
In Kursen zum „Lernen lernen“ wird die Technik als metakognitive Technik vermittelt. Sie wird angewendet, um die Kernideen eines Themas zu kodieren. Zwei Ansätze sind:
1. Die Kernideen eines Themas werden miteinander verknüpft, und der Lerner lernt die (vorgegebenen) Relation der Ideen zueinander.
2. Die Kernideen werden im Detail durchdacht und im Anschluss die Relationen neu geordnet und dann erlernt.

## Aufbau und Struktur
Die Gedächtnispalast-Methode dient der Abspeicherung deklarativen Wissens und dessen Abruf aus dem Gedächtnis. Sie kann angewendet werden, um sich Ziffernfolgen (z. B. die Nachkommastellen der Zahl Pi), Textstücke, historische Daten, Vokabeln etc. zu merken. Dazu vereint der Gedächtnispalast unterschiedliche Mnemotechniken, von denen die Loci-Routen-Methode die wesentlichste ist. Es kann jedes Merkprinzip und jede Gedächtnismethode für den Bau am Gedächtnis-Palast eingesetzt werden.

### Art des Lernstoffs
Es kann – genauso wie auch bei der einfacheren Loci-Methode – alles abgespeichert werden, was mnemotechnisch formatierbar ist, das heißt, alles, was in Bilder umgewandelt werden kann. Wenn jemand für den abstrakten Begriff „Freiheit“ die Freiheitsstatue visualisiert, wäre das beispielsweise eine gute Transformation. Bei sehr abstrakten Dingen, wie Zahlen oder Karten, erzeugt man diese Assoziationen mittels eines Gedächtnissystems, das auf einem alphanumerischen System aufbaut, oder über eine willkürliche Zuordnung. Bei einem solchen wird bei den Dezimalzahlen beispielsweise erst jeder Ziffer ein Buchstabe zugeordnet und anschließend aus mehreren Ziffern ein gut visualisierbares Bild erzeugt. Das verbreitetste System dieser Art ist das Major-System.
Rütten macht auf die hinter dem Aufbau dieser Technik steckende Idee aufmerksam:
„Ein Gedächtnis-Palast ist eine Metapher für die Repräsentationsform des Wissens, genauso wie das Bild vom Wissensnetz. Informationen werden in vorstellbare Dinge umgewandelt und als solche angeordnet, strukturiert und organisiert. Auf diese Weise lassen sich Informationen wesentlich leichter merken und wieder abrufen. Wir merken uns nicht nur die Information, sondern nehmen die Einspeicherung in unser Gedächtnis bewusst vor, kriegen mit was wir wie und warum behalten“.

### Systematik
Konkret heißt das: Der Palast ist Bild für das bewusst gelernte Faktenwissen. Es gibt verschiedene Räume, die bereits das Wissensthema ausdrücken: „Räume, Hallen, Flure, Zimmer und Kammern – in einem Gedächtnis-Palast sind diese unterschiedlichen Orte die Plätze, an denen die Informationen als Wissen abgelegt werden“.
In dem Palast gibt es verschiedene Plätze oder Loci, auf denen das Wissen abgelegt wird. Das können beispielsweise ein Teppich, eine Vase oder eine Kommode sein. Dabei ist es sehr wichtig, lebhafte und möglichst emotionale Bilder zu erzeugen. Diese sollen jedoch nicht bizarr sein.
Oft werden in Form des Palastes auch bereits Informationen ausgedrückt. So kann ein Raum, in dem Zitate von Feuerbach gespeichert werden, mit einem Bach aus Feuer durchzogen werden. Dieser Bach dient dann sowohl als Unterscheidungsmerkmal zu anderen Räumen im Palast als auch als Identifikation mit der Information. Durch den Bach merkt sich der Lerner, dass die Zitate dort von Feuerbach sind.
Es gibt, was die Größe des Palastes – und damit des gespeicherten Wissens – angeht, praktisch keine Grenzen. Außerdem kann der Palast stetig erweitert werden:
„Die Größe Ihres Gedächtnis-Palastes hängt davon ab, wie viel Sie erinnern wollen. Es soll der Speicherplatz für die vielen Konzepte sein, die in ihrer Summe das Wissen eines Menschen ausmachen. Mehrere hundert Bauabschnitte aller Größen und Formen sind denkbar. Je mehr es gibt, desto besser. Niemand muss den ganzen Komplex auf einmal bauen.
Ihr Gebäude muss nicht unbedingt ein Palast sein. Vielleicht handelt es sich um eine Loge, ein Rathaus, einen Tempel oder ein Klosterrefugium oder um einen großen Regierungskomplex. Vielleicht ist es aber auch – ein bisschen kleiner – eine Empfangshalle, ein Pavillon oder ein Studio“.
Zur sinnvollen Handhabung muss das abgelegte Wissen jedoch ständig wiederholt werden; um im Bild zu bleiben, der Palast also regelmäßig begangen werden.
Der Palast sollte logisch und übersichtlich aufgebaut sein. Manche Experten empfehlen, die einzelnen Etagen in unterschiedlichen Farben zu gestalten, um zusätzlich zu dem bloßen räumlichen Gefühl mit der Farbe eine zusätzliche Gedächtniskomponente einzubringen, die den Palast übersichtlicher und vielfältiger gestaltet. Außerdem grenzen sich die einzelnen Etagen dadurch besser voneinander ab.

### Konstruktion
Rütten beschreibt den Bauvorgang so:
1. Raumstruktur mit Hilfe einer Befragung zur Beschaffenheit der zu lernenden Informationen planen.
2. Raum visualisieren und mit Thema verknüpfen.
3. Raum mit einzelnen Loci versehen, die die jeweilige Information darstellt.
4. Loci miteinander zu einer einzigartigen Route verknüpfen.
5. Loci und Route speichern und das Abrufen durch systematische Wiederholungssequenzen trainieren.

Besonders sinnvoll ist das Anlegen neuer Räume bei großer Stofffülle. Sie ermöglichen das gezielte Auffinden über eine (gebäudenetzförmige) Struktur und das Vermeiden von leeren Kammern.

### Hilfsmittel
Als Hilfsmittel bieten sich höchstens einfache Papierskizzen an. Sie sind aber nicht notwendig. Viele meinen sogar, dass diese lediglich Fantasie und Kreativität einschränken würden, Prozesse, die allerdings vor der papiernen Fixierung stattfinden. Andererseits entsteht so eine Gedächtnisstütze auf dem Papier. Diese Grundrisszeichnung ist das Lernmaterial und die Wissensquelle. Die Zeichnung unterstützt die räumliche Vorstellungskraft.

### Situiertheit und narrative Tradition
Der Gedächtnis-Palast macht sich durch das mentale Repräsentieren eines situierten Ganges durch einen Raum und das Entdecken von Assoziationsgegenständen die narrative Tradition des Erzählens menschlicher Kulturen für Lernvorgänge zu Nutze und basiert somit dem Ansatz nach auf dem Storytelling. Ähnliches erfolgt in der Mnemonik auch beim PVO-System. Wichtig dabei ist, dass das Merken situiert erfolgt: Ein Lerner nutzt zugleich seine Vorstellungskraft für möglichst realistische Loci (Imagination), verknüpft die Informationen mit festen Plätzen zu passenden Loci (Assoziation) und bildet aus den Loci (Orten) eine zusammenhängende Route (Lokation).

## Varianten und Sonderformen

### Sprachorte
Der achtmalige Gedächtnisweltmeister Dominic O’Brien empfiehlt, Vokabeln mithilfe der Schlüsselwort-Methode in Sprachorten, language towns, zu speichern. Die Wörter werden dabei nach Sprachgeschlecht in einem der Ortsteile abgespeichert.

### Mentaler Spaziergang /mental walk
Während eines mentalen Spaziergangs wird eine Faktenliste durch Assoziation mit spezifischen landschaftlichen Merkmalen einer vertrauten, real existierenden Route erlernt. Ein Beispiel dafür besteht im Auswendiglernen einer Einkaufsliste durch einen mentalen Spaziergang durch ihre Route. Eine alltagsnahe Route ermöglicht es, ohne viel Aufwand Informationen zu lernen, deren Gültigkeit zeitlich beschränkt ist. Trotzdem ist anzumerken, dass die mehrfache Belegung derselben Route zu Interferenzen führen kann.

### Literatur

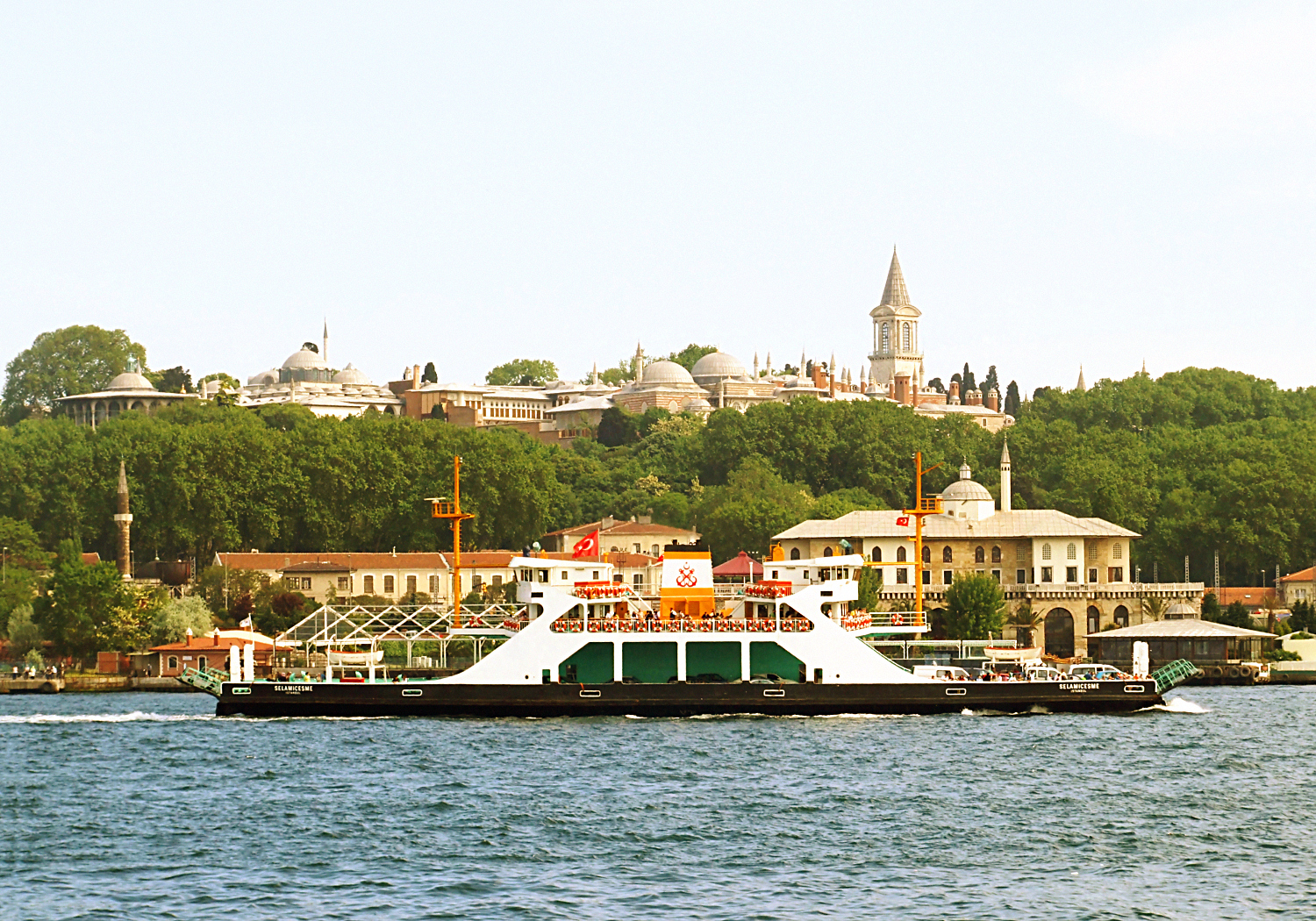
Die Romanfigur Dr. Hannibal Lecter nutzt einen Gedächtnispalast, der der Größe des Topkapı-Palastes gleicht.

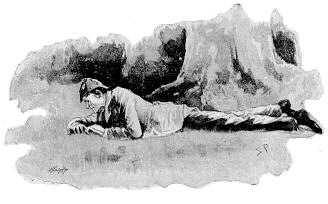
Die Romanfigur Sherlock Holmes nutzt für ihre Detektivarbeiten ebenfalls einen Gedächtnispalast.

## Künstlerische Perzeption

### Film
- Die Technik wurde in der BBC-Serie Sherlock in den Episoden Die Hunde von Baskerville, Der leere Sarg, Im Zeichen der Drei und Sein letzter Schwur abgebildet, wo Sherlock Holmes seinen Gedächtnispalast zur Suche nach wichtigen Fakten und Assoziationen nutzt. In der letzteren Episode nutzt zu Sherlocks Überraschung auch Sherlocks Gegner Charles Magnussen einen Gedächtnispalast, um seine skandalösen und geheimen Informationen über viele Individuen in einer Art geistiger Bibliothek abzuspeichern.  Der von Benedict Cumberbatch gespielte Sherlock Holmes ist auch hier wieder Bewohner eines Gedächtnispalasts.

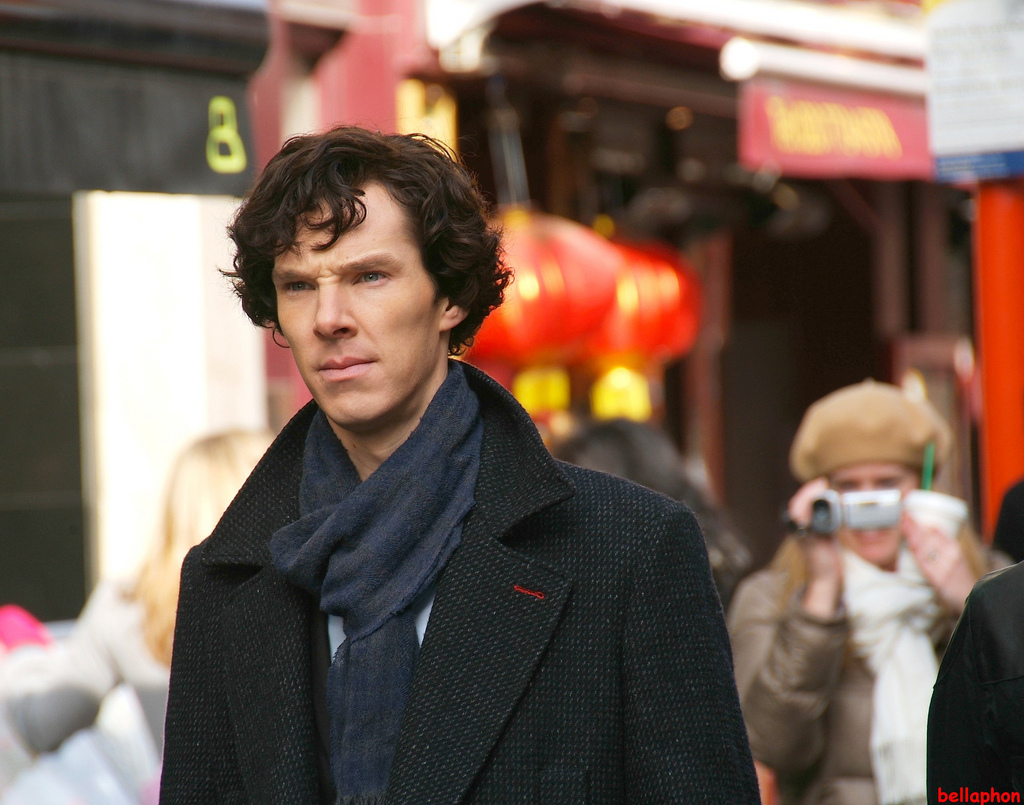
Der von Benedict Cumberbatch gespielte Sherlock Holmes ist auch hier wieder Bewohner eines Gedächtnispalasts.

- Die Mnemotechnik wird auch in mehreren Episoden der Fernsehserie The Mentalist von Patrick Jane genutzt, der Kollegen und Zeugen so hilft, Details aus der Erinnerung abzurufen, beispielsweise Kartenspiele oder die Namen von Partygästen.
- Derren Brown zeigt in der Channel-4-Serie Mind Control, wie er mit Hilfe seines Gedächtnis-Palastes beim Glücksspiel Black Jack Erfolge einholt.
- In der Serie Sneaky Pete nutzt „Pete“/Marius Gedächtnispaläste, um sich Nummern zu merken.
- In der Serie Supergirl wird diese Technik mehrfach von der Figur Brainy genutzt.
- Im Film Ihr seid herzlich eingeladen nutzt Jim diese Methode um sich Namen zu merken.

### Theater
- Die Regisseurin Annette Windlin inszeniert im Theaterstück Gedächtnispalast von Martina Clavadetscher in einer stillgelegten Fabrik in Emmen LU auf fünf Stockwerken und in zahlreichen Szenen die Erinnerungen einer Familie. Besucher können den 5000 m² großen Gedächtnispalast individuell und ohne chronologischen Ablauf begehen.[15]